# Stazione di Varignana
La stazione di Varignana è una fermata ferroviaria posta sulla linea Bologna-Ancona. Serve i centri abitato di Osteria Grande e Varignana, frazioni del comune di Castel San Pietro Terme.

## Storia
Attivata come stazione, venne declassata a fermata il 22 giugno 2008.

## Movimento
La fermata è servita da treni regionali svolti da Trenitalia Tper nell'ambito del contratto di servizio stipulato con la Regione Emilia-Romagna.
La fermata è servita dai treni della linea S4B (Bologna Centrale - Imola) del servizio ferroviario metropolitano di Bologna.
A novembre 2019, la stazione risultava frequentata da un traffico giornaliero medio di circa 212 persone (108 saliti + 104 discesi).

## Servizi
La stazione è classificata da RFI nella categoria bronze.
La stazione dispone di:
- Biglietteria automatica
- Sottopassaggio
- Servizi igienici
- Parcheggio
- Sala di attesa
- Parcheggio bici